# Kroniki polskie od zgonu Zygmunta Pierwszego
Kroniki polskie od zgonu Zygmunta Pierwszego (Annales Polonici ab excessu Divi Sigismundi Primi) – kronika po łacinie autorstwa Stanisława Orzechowskiego, wydana pośmiertnie w 1611 przez Jana Szczęsnego Herburta w Dobromilu.
Kronika powstała w 1554. Obejmuje lata 1548-1552, sięga jednak też do wydarzeń wcześniejszych. Opisuje m.in. pogrzeb Zygmunta Starego, spory wokół małżeństwa Zygmunta Augusta z Barbarą Radziwiłłówna. Kronika przedstawia także osobiste dzieje autora, pisane w formie trzecioosobowej.